# Recursos genéticos forestales
Los recursos genéticos forestales o recursos genéticos arbóreos son materiales genéticos de arbustos y especies arbóreas con mucho valor en la actualidad. Los recursos genéticos forestales son esenciales para las comunidades dependientes de los bosques que derivan una gran parte de sus medios de vida de productos forestales maderables y no maderables (por ejemplo frutas, gomas y resinas) para su seguridad alimentaria, su uso doméstico y para la generación de ingresos. Estos recursos también son la base para la producción de madera a gran escala en plantaciones de bosques para satisfacer la necesidad mundial de madera y papel. Los recursos genéticos de varias especies de importancia maderera, frutícola y otras especies forestales no maderables están conservadas ex situ en bancos de germoplasma o se mantienen en colecciones en campo. Sin embargo, la conservación in situ en bosques y fincas es la forma de conservación de los recursos genéticos forestales más importante para la mayoría de las especies arbóreas.

## Entendiendo la diversidad
Un mejor entendimiento de la diversidad de estas especies es crucial para su uso sostenible y conservación. El monitoreo de patrones de distribución y diversidad genética de estas especies permite la priorización de poblaciones para su conservación in situ, identificación de poblaciones y especies que presentan mayor riesgo y lagunas existentes en colecciones de germoplasma. Esta información es vital para enfrentarse a desafíos globales como la seguridad alimentaria y el cambio climático.

## El Estado de los recursos genéticos forestales del mundo
En 2014, la Organización de las Naciones Unidas para la Agricultura y la Alimentación publicó el primer estado de los recursos genéticos forestales del mundo.  La publicación abordó la conservación, el manejo y el uso sostenible de los árboles forestales y otros recursos genéticos de plantas leñosas de valor real y potencial para el bienestar humano en su  amplia gama de sistemas de manejo. Fue preparado con base en la información proporcionada por 86 países, resultados de consultas regionales y subregionales, y estudios temáticos. Entre los diez hallazgos clave, la mitad de las especies forestales informadas como utilizadas regularmente por los países, están amenazadas por la conversión de bosques en pastizales y tierras de cultivo, la sobreexplotación y los impactos del cambio climático.
Sobre la base de la información y el conocimiento compilados por la FAO para el estado de los recursos genéticos forestales del mundo, la Comisión de Recursos Genéticos para la Alimentación y la Agricultura desarrolló el Plan de acción mundial para la conservación, el uso sostenible y el desarrollo de los recursos genéticos forestales. Este Plan de Acción Mundial identifica 27 prioridades estratégicas agrupadas en 4 áreas: 1) mejorar la disponibilidad y el acceso a la información sobre los recursos genéticos forestales; 2) conservación de los recursos genéticos forestales (in situ y ex situ); 3) uso sostenible, desarrollo y gestión de los recursos genéticos forestales; 4) políticas, instituciones y capacitación.

## Recursos genéticos forestales y cambio climático
Aunque este es un campo con muchas incertidumbres, es evidente que durante los próximos 50 a 100 años los cambios climáticos tendrán un efecto en la distribución de las especies y poblaciones  forestales y la composición de los bosques. La diversidad de los recursos genéticos forestales permite que una especie (o una población) se adapte a los cambios climáticos y los desafíos futuros relacionados, como los cambios de temperatura, la sequía, las plagas, las enfermedades y los incendios forestales. Aunque los árboles forestales son conocidos por mostrar una gran plasticidad en su respuesta a los cambios climáticos, no todas las especies son naturalmente capaces de adaptarse al ritmo necesario. Por esa razón, pueden ser necesarias intervenciones humanas, como la transferencia de material forestal de reproducción. Esto es particularmente importante para especies de distribución dispersa y aquellas que se encuentran en los bordes de su rango de distribución.